# 김제시·김제군
김제시·김제군은 대한민국의 옛 국회의원 선거구이다. 당시 전라북도 김제시와 김제군 지역을 관할했다.

## 역사
1989년 1월, 김제군 김제읍·월촌면이 김제시로 승격되었다. 이에 제14대 국회의원 선거를 앞두고 김제군 선거구가 김제시·김제군 선거구로 개편되었다.
1995년 1월, 김제시와 김제군이 통합되면서 통합 김제시가 출범했다. 이에 제15대 국회의원 선거를 앞두고 김제시 선거구로 개편되었다.

## 역대 국회의원
| 선거   | 정당 | 정당   | 의원   |
| ------ | ---- | ------ | ------ |
| 1992년 |      | 민주당 | 최락도 |

## 역대 선거 결과

### 대한민국 제14대 국회의원 선거
|  | 60.32% |

|  | 38.05% |

|  | 1.62% |